# Lunar Orbiter 1
De Lunar Orbiter 1 was een onbemand ruimtevaartuig en maakte deel uit van het Lunar Orbiterprogramma. De belangrijkste taak was om vlakke gedeelten van het maanoppervlak te fotograferen, zodat NASA veilige landingsplaatsen kon selecteren voor het Surveyorprogramma en het Apolloproject. Het was tevens uitgerust om straling te meten en micrometeorieten te detecteren.

## Vluchtverloop
Het schip werd 10 augustus 1966 om 19:31 UTC in een parkeerbaan rond de aarde geplaatst, vanwaar het om 20:04 door ontsteking van de motor naar de man werd gelanceerd. De Canopus stervolger, nodig voor de navigatie weigerde kortdurend dienst, waarschijnlijk door storing van de zon en door oververhitting. Het probleem werd opgelost door op de maan te navigeren en de temperatuur wist men te matigen door het 36 graden van de zon af te richten.
Lunar Orbiter 1 werd 92,1 uur na de lancering in een elliptische baan rond de evenaar gebracht Aanvankelijk was de baan 189,1 bij 1866,8 km met een inclinatie van 12,2 graden en duurde een ronde 3 uur en 37 minuten. Op 21 augustus werd de baan bijgesteld, zodat de kortste afstand 58 km werd en op 25 augustus 40,5 km. Er werden foto’s gemaakt van 18 tot 29 augustus 1966 en die werden uitgelezen op 14 september 1966.

## Resultaten
In totaal werden 42 detailopnamen en 187 overzichtsopnamen genomen en naar de Aarde gezonden, hiermee was 5 miljoen vierkante kilometer van het oppervlak van de maan in beeld gebracht en ongeveer 75% van de voorgenomen opdracht vervuld, hoewel een deel van de eerste detailopnamen onscherp was. De eerste twee foto’s ooit met de aarde gezien vanaf de maan werden verkregen. Ook de andere instrumenten leverden goede resultaten op.
Het nagaan van de baan bracht aan het licht dat de maan een beetje peervormig is, afgaande op het zwaartekrachtveld. Er werden geen micrometeorieten gedetecteerd. De ruimtesonde werd gevolgd totdat het tijdens zijn 577e omloop 29 oktober 1966 op commando neerstortte op (maancoördinaten) 7 graden Noorderbreedte, 161 graden Oosterlengte op de achterzijde van de maan.
Dit vroege eind van de missie die officieel een jaar zou duren, was het gevolg van een tekort aan gas voor de stuurraketjes en andere verslechterende omstandigheden. Voorkomen moest worden dat het schip Lunar Orbiter 2 in het vaarwater zou gaan zitten.

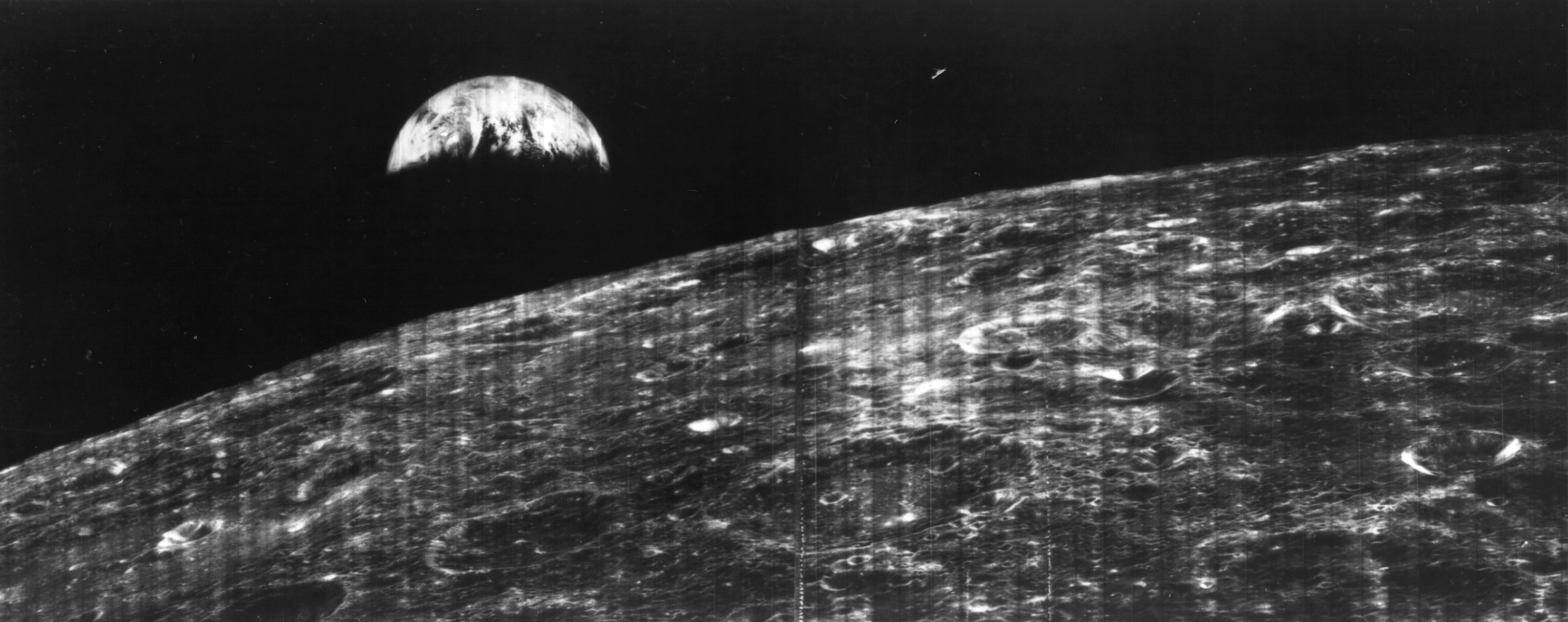
Een van de twee eerste foto’s van veraf van de aarde, genomen 23 augustus 1966.

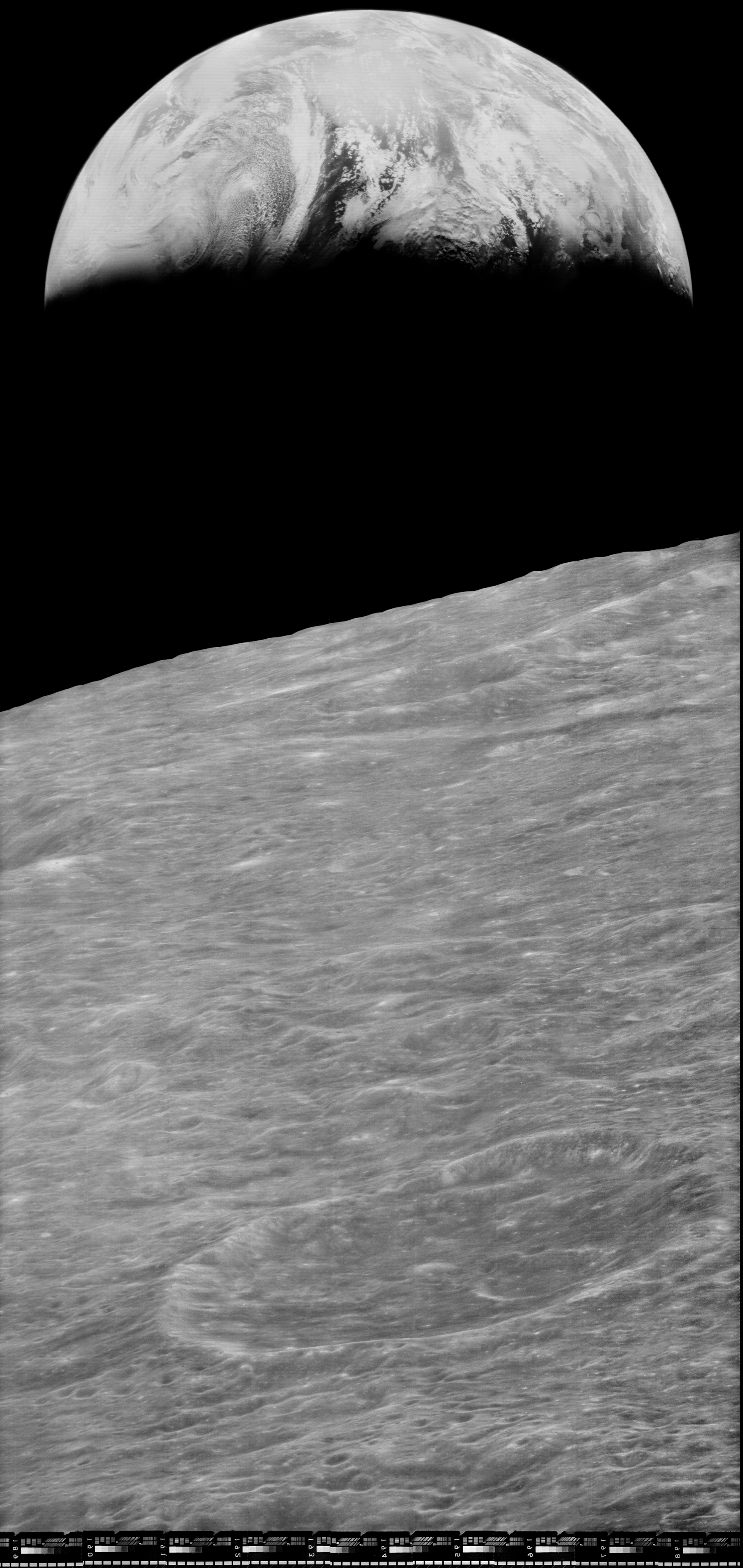
Foto verbeterd door het LOIRP in 2008.

| Maanfoto’s               | Evaluatie van landingsplekken voor Apollo en Surveyor    |
| Meteoriet detectoren     | Detectie van micrometeorieten in de omgeving van de maan |
| Cesium Jodide dosimeters | Straling meten op de weg naar en rond de maan            |
| Selenodesie              | Zwaartekrachtveld en fysieke eigenschappen van de maan.  |